# Hygrochroma viola
Hygrochroma viola là một loài bướm đêm trong họ Geometridae.